# Never Too Late
Never Too Late, Status Quos 14:e studioalbum, utgivet 1981.
Albumet spelades in i Windmill Lane Studios i Dublin samtidigt som föregående album Just Supposin' vilket släpptes i oktober 1980 fem månader efter före Never Too Late. Albumet är det sista som trummisen John Coghlan medverkar på.

## Låtlista
1. Never Too Late (Rossi/Frost) 4:02
  - Sång: Francis Rossi
2. Something 'Bout You Baby I like (Supa) 2:57
  - Sång: Francis Rossi & Rick Parfitt
3. Take Me Away (Parfitt/Bown) 4:51
  - Sång: Francis Rossi
4. Falling In Falling Out (Parfitt/Bown/Young) 4:15
  - Sång: Francis Rossi
5. Carol (Berry) 3:59
  - Sång: Francis Rossi
6. Long Ago (Rossi/Frost) 3:50
  - Sång: Francis Rossi
7. Mountain Lady (Lancaster) 5:06
  - Sång: Francis Rossi
8. Don't Stop Me Now (Lancaster/Bown) 3:40
  - Sång: Francis Rossi
9. Enough Is Enough (Rossi/Parfitt/Frost) 2:09
  - Sång: Francis Rossi
10. Riverside (Rossi/Frost) 5:05
  - Sång: Francis Rossi